# University of Botswana Stadium
Das University of Botswana Stadium, kurz UB Stadium, ist ein multifunktionelles Stadion in Gaborone, Botswana, auf dem Gelände der University of Botswana und wurde 1982 erbaut. Es wird unter anderem für Fußballspiele verwendet; gelegentlich werden dort Spiele der Botswana Premier League ausgetragen. Außerdem finden dort Leichtathletikwettkämpfe statt. Das Stadion bietet 10.000 Zuschauern Platz. Für kulturelle Aktivitäten stehen außerdem 1500 Steh- oder 800 Sitzplätze zur Verfügung. Im Stadion findet die jährliche Graduierungsfeier der UB statt.
Es war neben dem Molepolole Sports Complex in Molepolole einer von zwei Austragungsorten des COSAFA U-20 Cup 2010.